# Guillermo González Bastias
Guillermo González Bastias (Valparaíso, 14 de junio de 1912) es un matemático y educador chileno. 
Ayudó a desarrollar la contabilidad en el país.
Se casó con Alicia Aguirre y tuvo con ella tres hijas. Estudió en el Instituto Superior de Comercio (INSUCO) de Valparaíso, y se tituló allí como Contador Auditor. Ocupó este cargo por muchos años en la Armada de Chile, donde llegó a obtener el grado de Capitán de Navío.
En la Universidad de Concepción concretó su carrera profesional, ejerciendo los cargos de Jefe Administrativo en los Institutos Centrales de Biología y de Matemática desde 1960 a 1965. Desde ese año, y hasta 1973, fue director de Hogares y de Asuntos Estudiantiles. En agosto de 1973 fue reelegido como presidente de la Asociación del Personal universitario.
Durante la intervención de la Junta Militar en la Universidad de Concepción, fue designado como rector de esta universidad desde el 3 de octubre de 1973 al 30 de junio de 1975.
- Datos: Q5888589